# Roy Lake (Minnesota)
Roy Lake es un lugar designado por el censo (en inglés, census-designated place, CDP) situado en el condado de Clearwater, Minnesota, Estados Unidos. Según el censo de 2020, tiene una población de 30 habitantes.

## Geografía
La localidad está ubicada en las coordenadas 47°19′1″N 95°32′19″O / 47.31694, -95.53861. Según la Oficina del Censo de los Estados Unidos, tiene una superficie total de 1.88 km², de los cuales 1.16 km² corresponden a tierra firme y 0.72 km² están cubiertos de agua.

## Demografía
Según el censo de 2020, hay 30 personas residiendo en la localidad. La densidad de población es de 25.86 hab./km². El 76.67% de los habitantes son blancos, el 6.67% son amerindios, el 3.33% es de otra raza y el 13.33% son de una mezcla de razas. No hay hispanos o latinos viviendo en la zona.